# 11 Brygada AL „Wolność”
11 Brygada AL "Wolność" – brygada Armii Ludowej, powstała rozkazem Dowództwa Obwodu III AL z 13 września 1944 roku. Podstawę jej składu osobowego stanowili żołnierze Armii Czerwonej, byli jeńcy wojenni zbiegli z niewoli niemieckiej a także dezerterzy z Ostlegionów (wschodnich formacji kolaboracyjnych u boku III Rzeszy). Działała na terenie Kielecczyzny do stycznia 1945 r., tj. do czasu wejścia na ten obszar regularnych jednostek Armii Czerwonej w ramach styczniowej ofensywy.

## Dzieje Brygady
Brygada powstała rozkazem nr 57 Dowództwa Obwodu III Armii Ludowej (AL), z dn. 13 września 1944 roku. Jej dowódcą mianowano st. lejtn. Stiepana Riaszczenkę, szefem sztabu lejtn. Leonida Żłobina a oficerem politycznym został lejtn. Wasyl Markitienko. Równocześnie z jej utworzeniem oraz 10 Brygady AL "Zwycięstwo", powstało Zgrupowanie Radzieckie pod dowództwem płk Tierentija Nowaka, ps. "Piotr" i szefa sztabu st. lejtn. Iwana Gonczarowa.
Brygada liczyła około 300 ludzi, w większości zbiegłych z niewoli niemieckiej żołnierzy Armii Czerwonej. Około 15% jej stanu osobowego stanowili Polacy. Część z tych Rosjan wcześniej znalazła się w składzie 25 Pułku Piechoty AK, utworzonego 15 lipca 1944 r., w specjalnie dla nich utworzonej kompanii pod dowództwem mjr Mikołaja Cybulskiego, późniejszego szefa sztabu 10 Brygady AL "Zwycięstwo", z którego odeszli wraz z nim 29 sierpnia 1944 roku. W Brygadzie byli też członkowie grupy rozpoznawczo-dywersyjnych, kierowane m.in. przez Anatolija Niewojta (poległ 10 października 1944 r.) oraz Nikołaja Szyrakowa. Przybyli oni z ziemi lubelskiej na Kielecczyznę jeszcze przed wyzwoleniem Lubelszczyzny przez Armię Czerwoną, z Centrum operacyjnego ppłk. Pielicha. 
Obszarem działania Brygady były kompleksy leśne Kielecczyzny, np. lasy w okolicach Końskich i Przysuchy. Brygada zakończyła działalność partyzancką wraz z wejściem na ten obszar regularnych wojsk Armii Czerwonej 1 Frontu Ukraińskiego. Prawdopodobnie większość jej rosyjskich żołnierzy została, po przejściu procedury filtracyjnej, wcielona do regularnych jednostek ACz.